# WOMAN (BoAのアルバム)
『WOMAN』（ウーマン）は、BoAの韓国での9集アルバム。

## 概要
前作から、3年5か月ぶりの韓国での9thフルアルバム。BoA自作曲の4曲を含んだ全10曲を収録。YouTubeでは表題曲である「Woman」のミュージックビデオを公開、合わせて全曲試聴可能。

## 収録曲
1. Woman
2. Like it!
3. 홧김에(Irreversible)
4. Encounter
5. Little More
6. 너와 나(U&I)
7. If
8. No Limit
9. Good Love
10. 습관(I want you back)